# IL32
IL32 (англ. Interleukin 32) – білок, який кодується однойменним геном, розташованим у людей на короткому плечі 16-ї хромосоми. Довжина поліпептидного ланцюга білка становить 234 амінокислот, а молекулярна маса — 26 676.
| 10         |  | 20         |  | 30         |  | 40         |  | 50         |
| ---------- |  | ---------- |  | ---------- |  | ---------- |  | ---------- |
| MCFPKVLSDD |  | MKKLKARMVM |  | LLPTSAQGLG |  | AWVSACDTED |  | TVGHLGPWRD |
| KDPALWCQLC |  | LSSQHQAIER |  | FYDKMQNAES |  | GRGQVMSSLA |  | ELEDDFKEGY |
| LETVAAYYEE |  | QHPELTPLLE |  | KERDGLRCRG |  | NRSPVPDVED |  | PATEEPGESF |
| CDKVMRWFQA |  | MLQRLQTWWH |  | GVLAWVKEKV |  | VALVHAVQAL |  | WKQFQSFCCS |
| LSELFMSSFQ |  | SYGAPRGDKE |  | ELTPQKCSEP |  | QSSK       |  |            |

A: Аланін

C: Цистеїн

D: Аспарагінова кислота

E: Глутамінова кислота

F: Фенілаланін

G: Гліцин

H: Гістидин

I: Ізолейцин

K: Лізин

L: Лейцин

M: Метіонін

N: Аспарагін

P: Пролін

Q: Глутамін

R: Аргінін

S: Серин

T: Треонін

V: Валін

W: Триптофан

Кодований геном білок за функцією належить до цитокінів. 
Задіяний у такому біологічному процесі, як альтернативний сплайсинг. 
Секретований назовні.